# Châteaux de Massy
Sur les cinq châteaux de Massy ayant existé sur le territoire de la commune, deux villas ou maisons seigneuriales attestées par des documents d’archives ont disparu à une date indéterminée avant la fin du XVIIIe siècle et, deux, le « Vieux château » et le « château d’en bas », ont été détruits au cours du XXe siècle. L’actuel château de Vilgénis est un édifice construit au milieu du XIXe siècle à la place d’un château détruit.

## Le château d’en haut

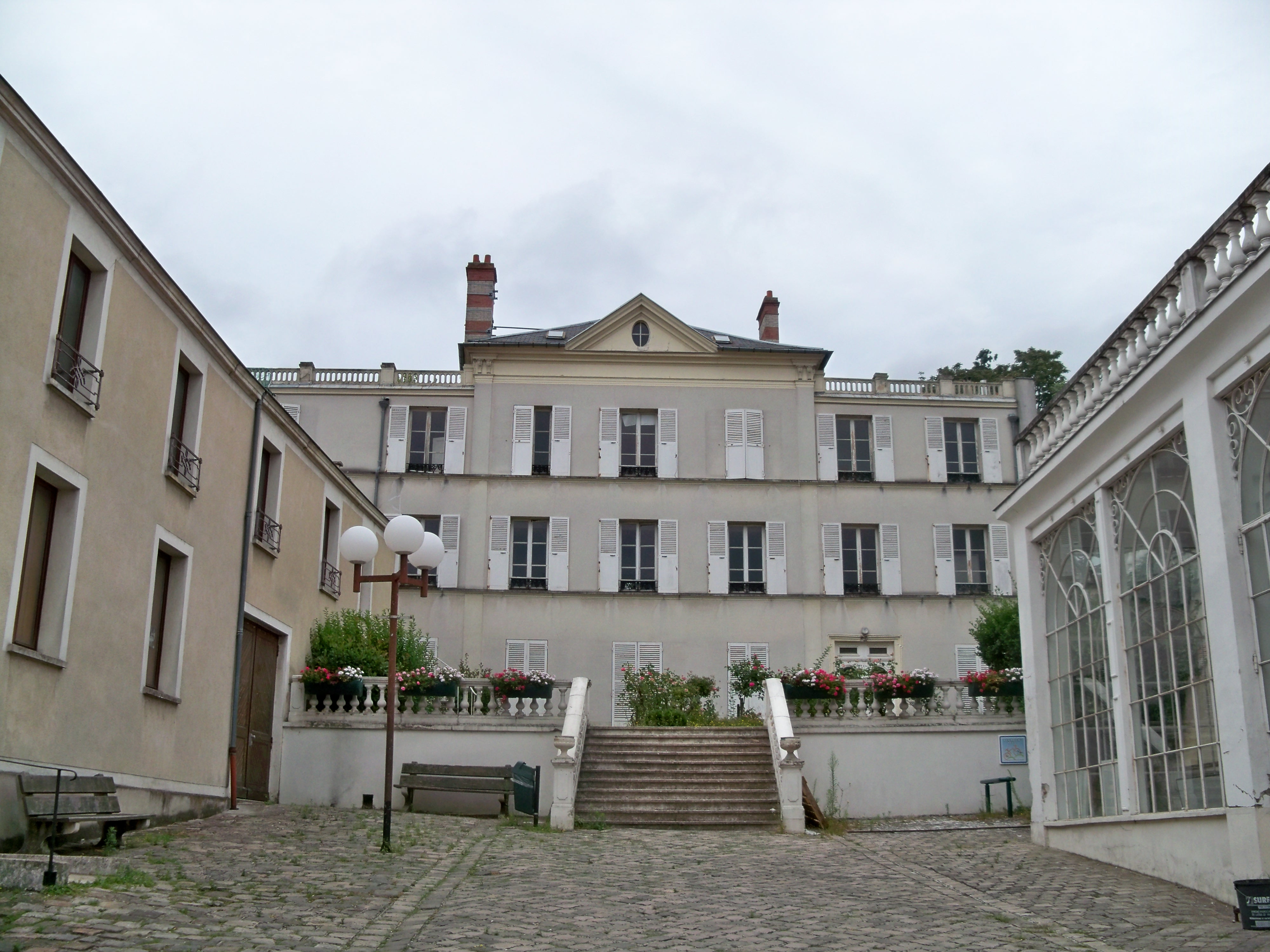
Centre St-Euxpéry, emplacement de l'ancien château d'en haut

Une villa dont le premier propriétaire aurait été Matius ou Matheus est mentionnée dans le Polyptyque d'Irminon rédigé vers 823-828. L’abbaye de Saint-Germain possédait la plus grande partie des terres de Massy comprises dans une donation de 558 de son fondateur Childebert Ier. D'après ce document, les religieux avaient donné une tenure seigneuriale à « Vulfradus » chargé de surveiller les terres que l’Abbaye acensait et sur lesquelles il faisait travailler les serfs. Le domaine seigneurial mentionné dans ce document comprenait une maison « in Monte Waldone » qui aurait été le mont Gaudon (aux environs du clos d’Origny un des deux points culminants de Massy). Cette première maison seigneuriale, probablement en bois, était bordée de vignes et d’habitations au nord, de la première église de Massy sur son flanc ouest.
La propriété appartenait à la fin du XVIIIe siècle à Marie-Madeleine-Françoise Martin de Vauxmoret qui la tenait de ses ancêtres en 1630. Madame de Vauxmoret vend la propriété, soit le terrain situé entre les actuelles rues Gabriel Péri, Eugène Crétel et le Clos d’Origny, le 23 Brumaire an VII (13 décembre 1798) à M. Collinet. M. Collinet la revend en octobre 1802 à Nicolas Appert qui y établit une usine de conserves. La propriété de Nicolas Appert vendue aux enchères en 1816, puis partiellement lotie, revient diminuée dans la famille Vauxmoret de 1836 à 1864.
Il n’existe aucun vestige, ni illustration de ce château cependant visible sur des plans du XVIIIe siècle, qui aurait été situé approximativement à l’emplacement du bâtiment construit au XIXe siècle, propriété de la Compagnie des eaux puis de la commune, actuellement centre Saint-Eupéry après avoir abrité la bibliothèque municipale.

## Villa de Villaine

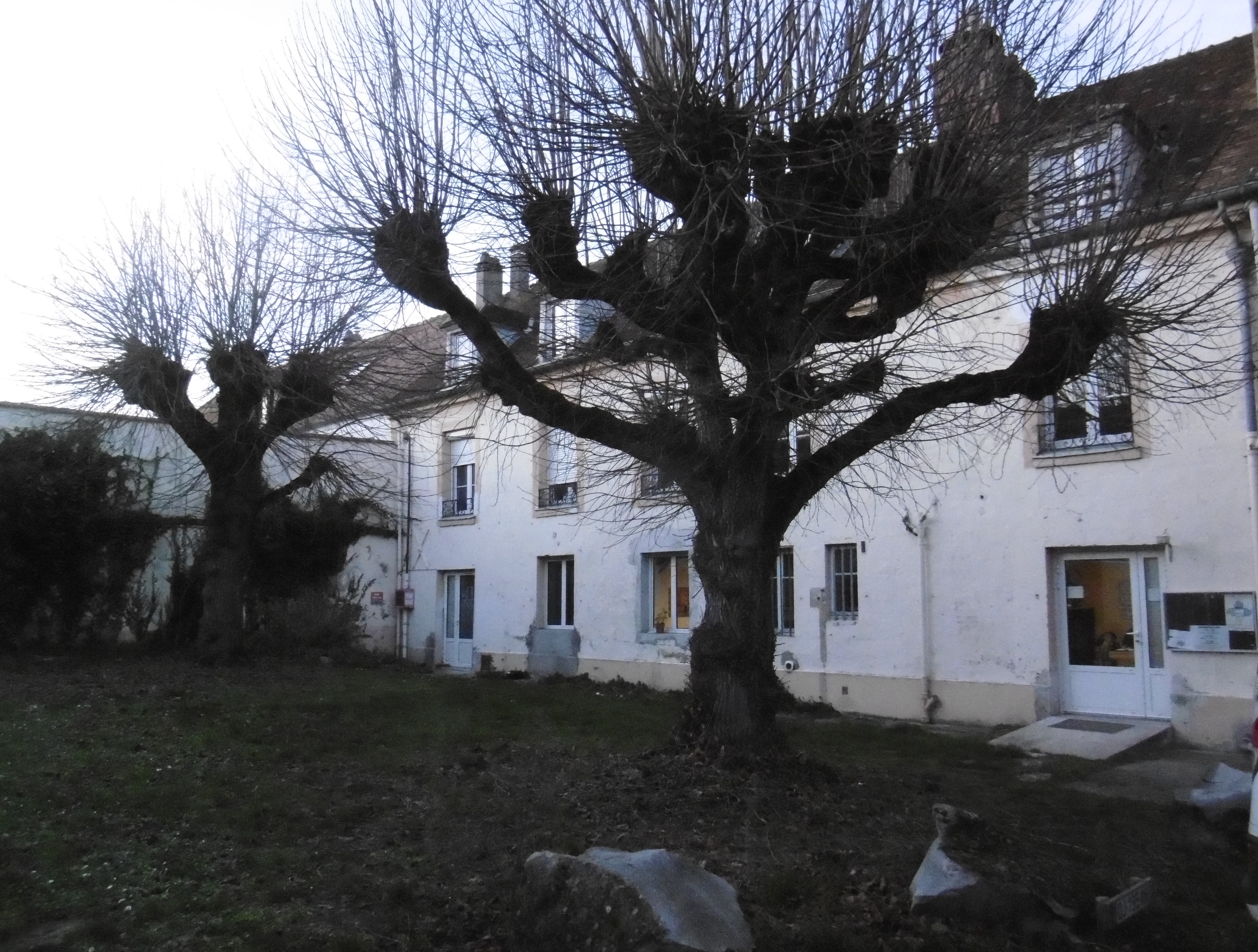
Ancienne maison de Tenon

Une villa, « Villa-Aimon », qui a donné son nom au hameau puis quartier de Villaine, est mentionnée dans une charte de 1027 du roi Robert et citée dans un litige entre Guérin de Paris et l’abbaye Saint-Germain. Charles Pasquier (1509-1590) de la famille de Pasquier de Franclieu est désigné seigneur de Villaine ainsi que son fils Pierre pourvu en 1597 d’une place de gentilhomme dans la maison de Henri II. La demeure seigneuriale convertie en ferme est acquise à la fin du XVIIIe siècle par le docteur Jacques Tenon.

## Le Vieux château
Un château succédant au château d’en haut est établi au cours du Moyen-Âge pour assurer protection aux paysans cultivant les terres de la vallée de la Bièvre. Sa défense était assurée par des murs épais entourés de fossés alimentés par un affluent de la Bièvre, le ru des Gains. Il fut reconstruit vers 1450 dans un style Renaissance primitif après avoir subi les dommages de la guerre de Cent ans. À partir de 1635, la baronnie de Massy dépendit du fief d’Effiat, marquis de Chilly et de Longjumeau, et il n’y eut plus de seigneur résidant à Massy. Il n’était plus habité que par le fermier ou le receveur du cens. 
C’était une vaste construction en briques située à l’actuel emplacement du talus de la voie ferrée derrière la mairie et l'espace Liberté. On accédait à la cour par une poterne qui a donné son nom à un petit quartier de Massy. La porte de l’ancienne maison seigneuriale de deux étages était dans l'axe de cette poterne à la base d’une tourelle où montait l’escalier. Le château comportait une chapelle dédiée à Saint-Germain.
Ce bâtiment peu entretenu dont le dernier propriétaire était un chiffonnier fut détruit en 1910 par la construction du nouveau remblai de la ligne de grande ceinture déviée en prévision de la création de la ligne de Paris à Chartres par Gallardon dont les travaux furent laissés inachevés dans les années 1930.  

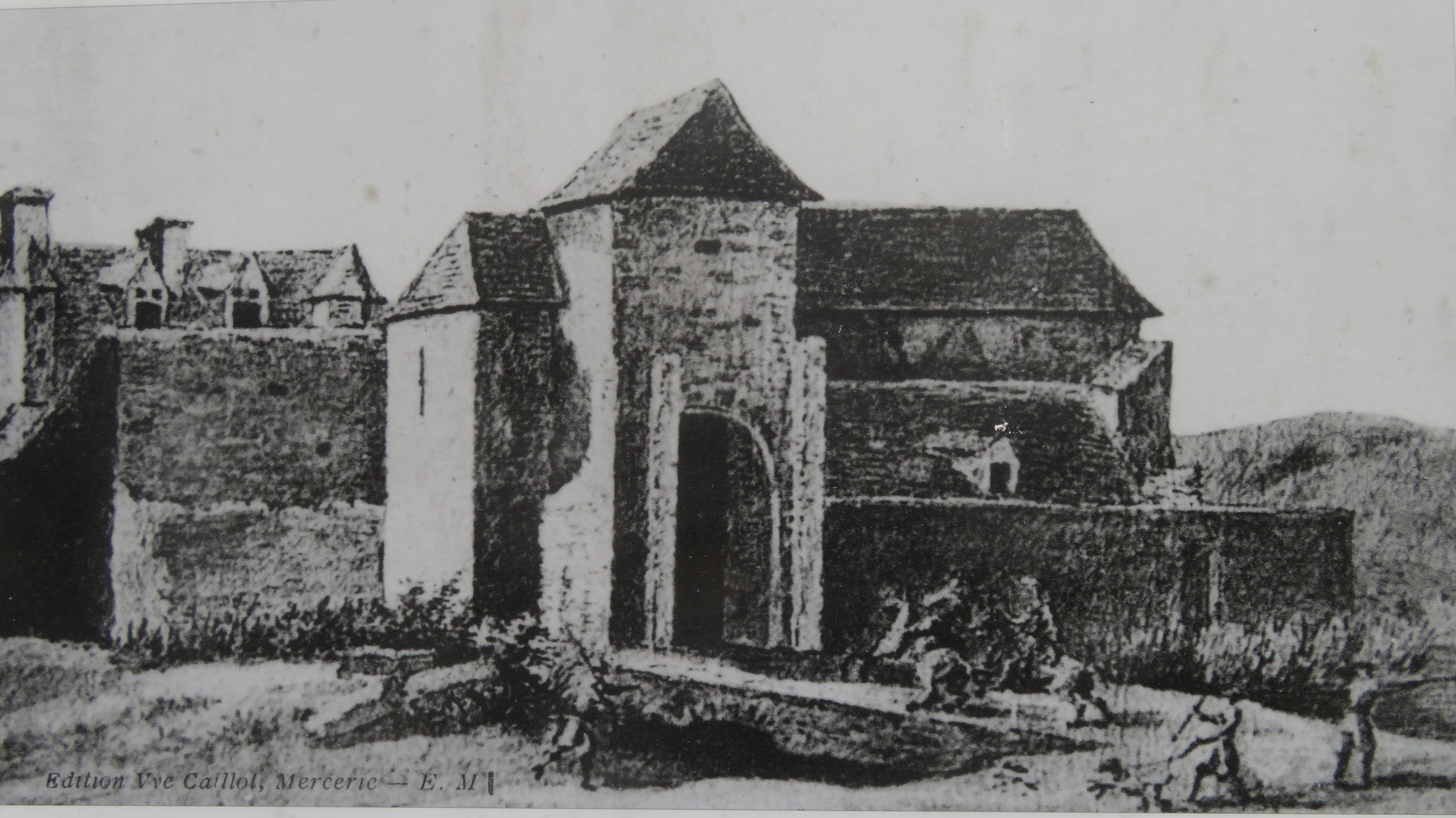
Ancien Vieux château de Massy
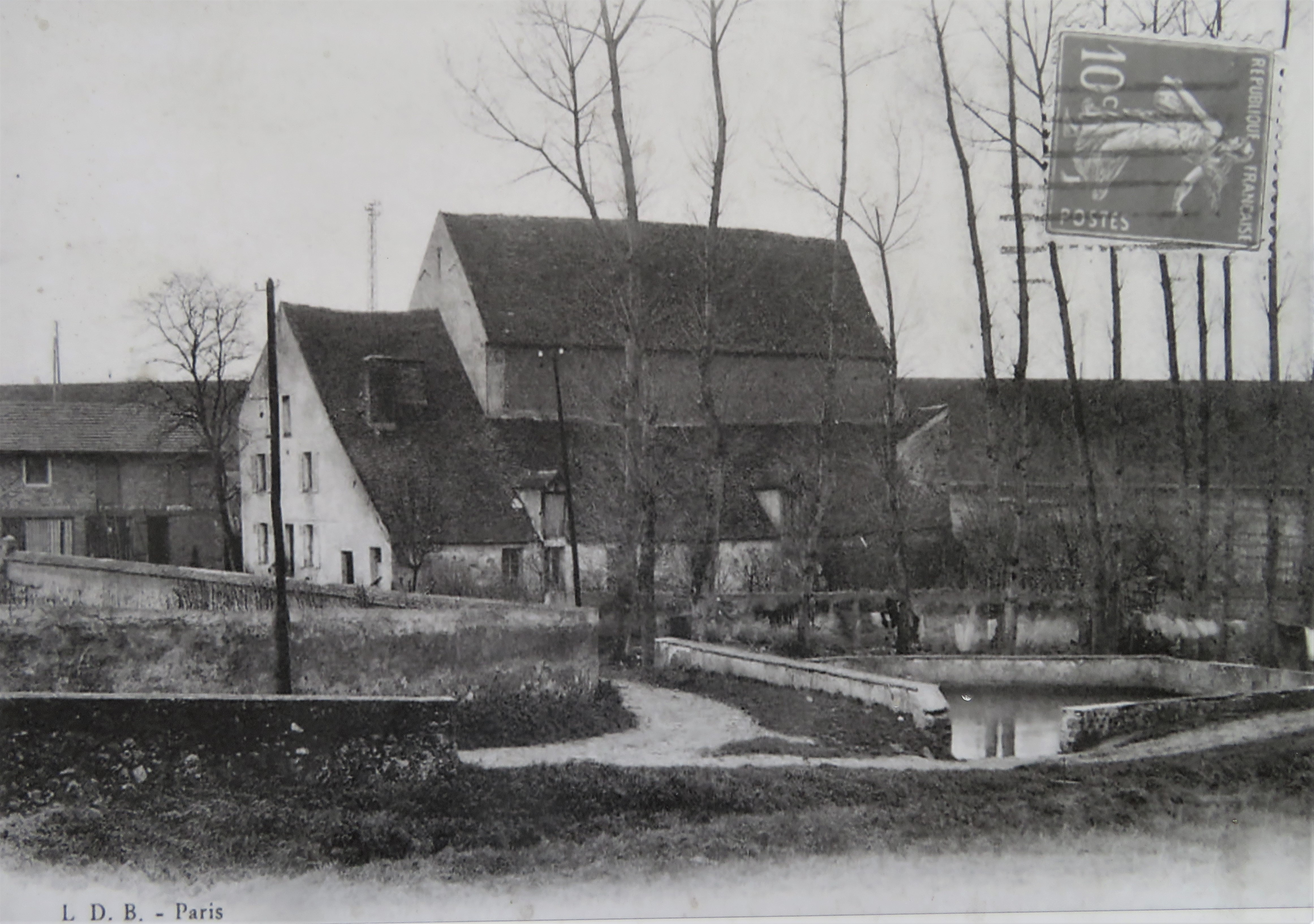
Vieux château de Massy vers 1900

## Le château d’en bas
Le château construit vers 1773 à l’emplacement d’une ferme figurant sur un plan de 1748 était situé à l’angle des rues Fustel de Coulanges et du 8 mai 1945. Il était bordé par une orangerie. Il fut ensuite surélevé par ajout de combles. Son parc s’étendait jusqu'à l'actuelle voie de Briis et jusqu’aux terrains du collège Diderot et du centre commercial Cora (actuellement Carrefour), englobant la "résidence du parc de Massy", l’avenue de l’Europe et le parc de la Tuilerie. Le bassin était le réaménagement d’un ancien étang, encore réaménagé dans les années 1970 après la vente du parc, puis au cours de l’été 2023 pour végétaliser l'espace et faire réapparaître le ru des Gains.
Au début du XVIIIe siècle, la propriété appartenait à M. Lieutaud de Troiville, lieutenant général de l’Amirauté de Nantes. Elle fut acquise en 1855 par la famille de Vauxmoret et vendue en 1920 à Jacques de Vilmorin. Son fils, Michel de Vilmorin, y résida dans les années 1940 et 1950. 
Pendant l'occupation allemande, le château était occupé par la Kommandantur.
Michel de Vilmorin vendit le parc en 1960. Un promoteur y construisit la « résidence du Parc de Massy », le reste du terrain étant acquis par la ville et conservé en espace vert, le « parc de la Tuilerie », au-delà de l’avenue de l’Europe ouverte vers 1970 et du bassin.
Le château est vendu en 1966 à un promoteur qui le démolit et aménage la « résidence Massy-Chevreuse ».

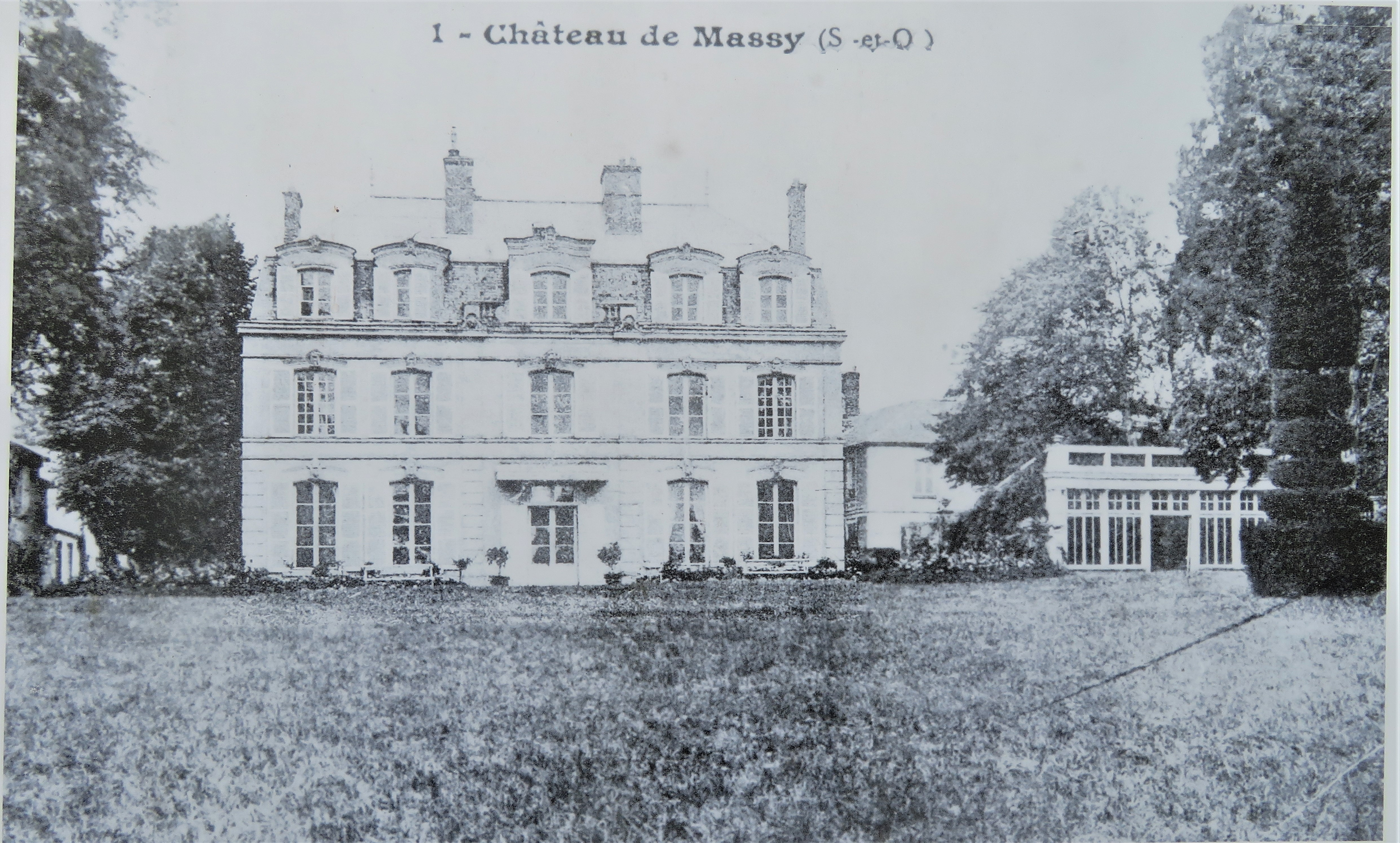
Château d'en bas vers 1910
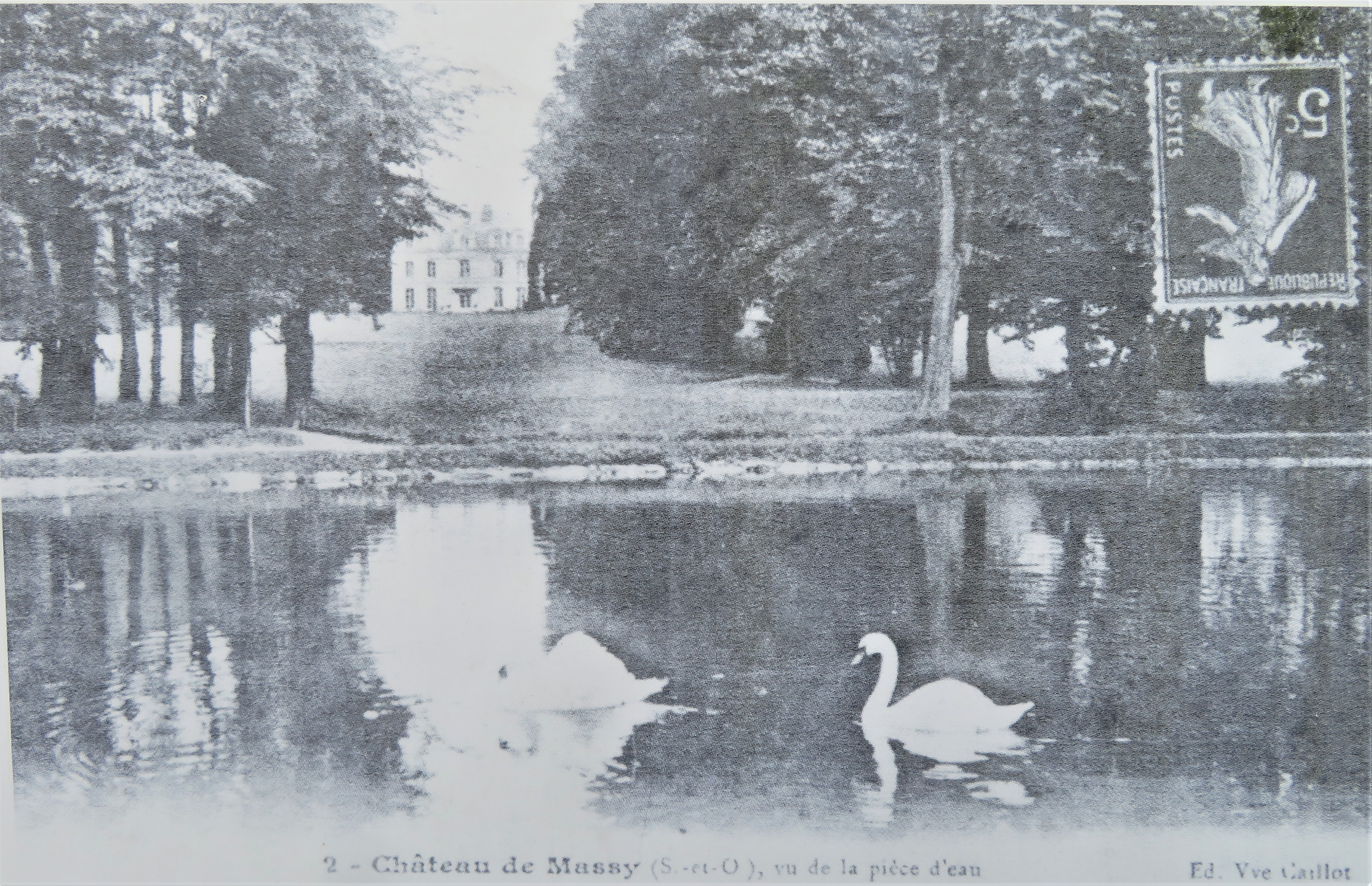
Parc du château d'en bas vers 1910
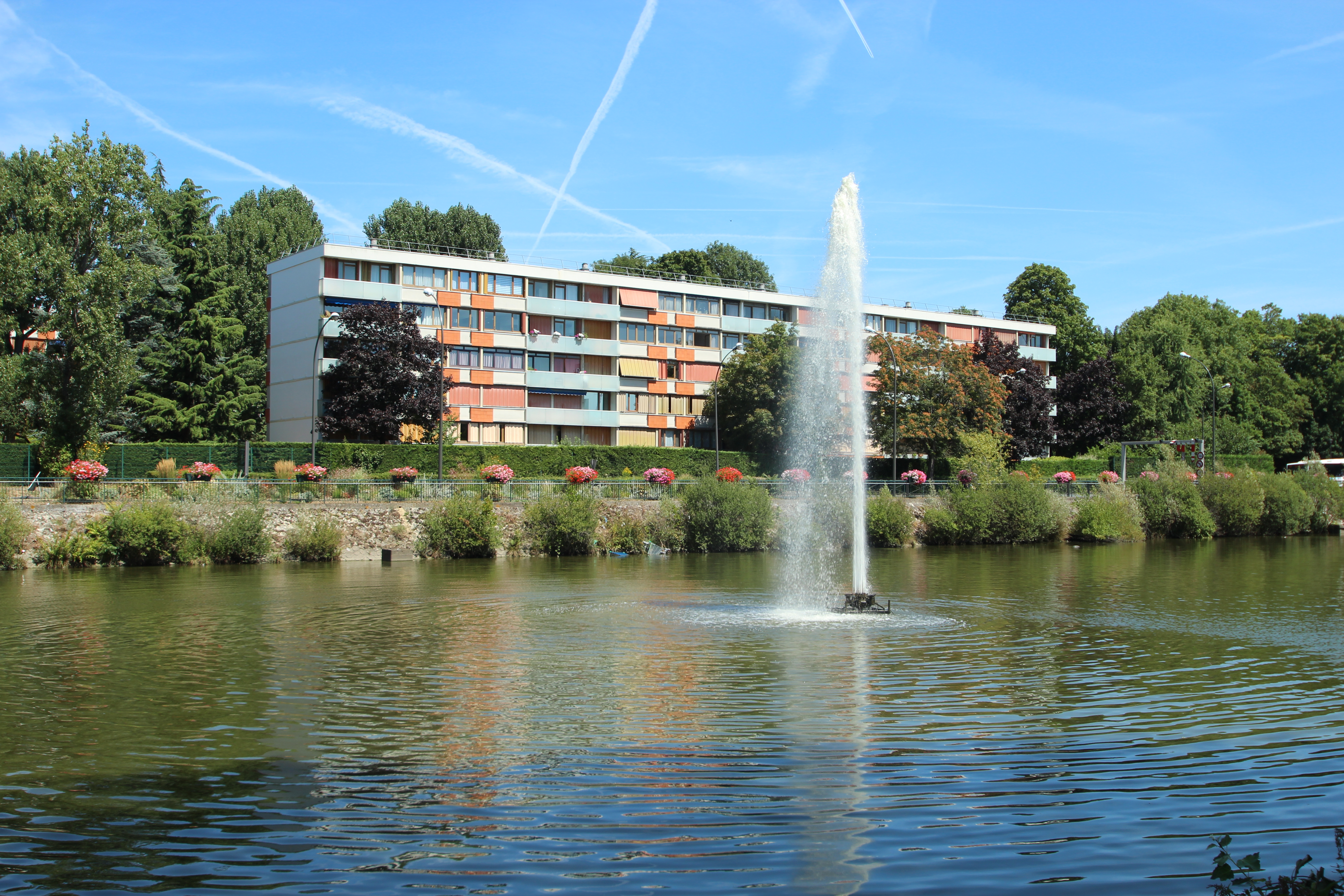
Bassin de la Tuilerie, et résidence du parc de Massy en 2015